# Соната для фортепіано № 28 (Бетховен)
Соната для фортепіано № 28 Л. ван Бетховена ля мажор, op. 101, написана в 1816 році. Опублікована 1817 року з присвятою баронесі Доротеї Цецилії Ертманн.
Складається з 4-х частин:
В сонаті чотири частини:
1. Etwas lebhaft, und mit der inngsten Empfindung. (Allegretto, ma non troppo)
2. Lebhaft. Marschmaessig. (Vivace alla marcia)
3. Langsam und sehnsuchtsvoll. (Adagio, ma non troppo, con affetto)
4. Geschwind, doch nicht zu sehr und mit Entschlossenheit. (Allegro)